# Catara rugosicollis
Catara rugosicollis är en kackerlacksart som först beskrevs av Brunner von Wattenwyl 1865.  Catara rugosicollis ingår i släktet Catara och familjen storkackerlackor. Inga underarter finns listade i Catalogue of Life.